# 理想郷 (映画)
『理想郷』（りそうきょう、原題：As bestas）は、2022年のスペイン・フランスのスリラー映画。
監督はロドリゴ・ソロゴイェン、出演はドゥニ・メノーシェとマリナ・フォイスなど。
2010年にスペインで実際に起きた事件をベースに映画化した。
第35回東京国際映画祭コンペティション部門に『ザ・ビースト』のタイトルで出品された。

## ストーリー
フランス人教師のアントワーヌは定年後のスローライフに憧れ、妻のオルガと共にスペイン・ガリシアの山岳地帯にある小さな村に移住する。この貧しく寂れた村には風力発電の鉄塔誘致の話があり、保証金が欲しい賛成派と、景観や環境を案じる反対派に意見が割れていた。反対派の先鋒であるために、隣人の村人ジャンに憎まれるアントワーヌ。
頭の足りない弟のロレンソと共にアントワーヌに嫌がらせを続けるジャン。警察にも相談したがご近所トラブルとしか受け取ってもらえず、証拠を掴みたいアントワーヌは小型ビデオを携帯し始めた。
井戸にバッテリーを投げ込まれた影響で農作物が枯れたり、妻と車で出かけた夜道でジャンと弟に脅されるアントワーヌ。兄弟の行動はエスカレートし、ある日、散歩に出たアントワーヌは殺害された。
行方不明となったアントワーヌを待ち続ける妻のオルガ。パリに住む娘は帰って来いと言うが、オルガは頑なに夫の捜索を続け、ついに山で夫の小型ビデオを発見する。
録画データの修復は不可能だったが、警察が付近の捜索を開始した。ジャンたちの逮捕を予測し、自分と同様に一人になる兄弟の老母の身を案じるオルガ。そして、アントワーヌの遺体が発見された。

## キャスト
- アントワーヌ: ドゥニ・メノーシェ
- オルガ: マリナ・フォイス（フランス語版）
- シャン: ルイス・サエラ（スペイン語版）
- ロレンソ: ディエゴ・アニード
- マリー: マリー・コロン

## 受賞
- 第35回東京国際映画祭[4][5][6]
  - 東京グランプリ（東京都知事賞）
  - 最優秀監督賞（ロドリゴ・ソロゴイェン）
  - 最優秀主演男優賞（ドゥニ・メノーシェ）
- 第37回ゴヤ賞[7]
  - 作品賞
  - 監督賞（ロドリゴ・ソロゴイェン）
  - 脚本賞（イサベル・ペーニャ（スペイン語版）、ロドリゴ・ソロゴイェン）
  - 主演男優賞（ドゥニ・メノーシェ）
  - 助演男優賞（ルイス・サエラ（スペイン語版））
- 第48回セザール賞
  - 外国映画賞[8]